# Liste des cols de Suisse
Liste des cols en Suisse (Alpes, Préalpes, Jura et Plateau suisse).

## Cols routiers

### Liste alphabétique des cols routiers
| A · B · C · D · E · F · G · H · I · J · K · L · M · N · O · P · Q · R · S · T · U · V · W · X · Y · Z |

| Nom                 | Cantons / Autres subdivisions            | Zone géographique | De - À                                            | Construction / Ouverture | Altitude     | Pente maximale | Usage                                                                          |
| ------------------- | ---------------------------------------- | ----------------- | ------------------------------------------------- | ------------------------ | ------------ | -------------- | ------------------------------------------------------------------------------ |
| A                   |                                          |                   |                                                   |                          |              |                |                                                                                |
| Ächerli             | Obwald, Nidwald                          | Alpes             | Kerns - Dallenwil                                 |                          | 1458         | 16 %           | Route de liaison locale                                                        |
| Les Agites          | Vaud                                     | Préalpes          | Yvorne - La Lécherette                            |                          | 1554         | 18 %           | Route de liaison locale                                                        |
| Aiguillon           | Vaud                                     | Jura              | Baulmes - L'Auberson                              |                          | 1293         | 18 %           | Route de liaison locale                                                        |
| Albis               | Zurich                                   | Préalpes          | Langnau am Albis - Türlen                         | 1835 - 1839              | 791          | 8 %            | Route de liaison régionale                                                     |
| Albula              | Grisons                                  | Alpes             | Filisur - La Punt                                 | 1855 - 1865              | 2312         | 12 %           | Route de liaison régionale                                                     |
| B                   |                                          |                   |                                                   |                          |              |                |                                                                                |
| Balmberg            | Soleure                                  | Jura              | Welschenrohr - Günsberg                           |                          | 1079         |                | Chemin carrossable                                                             |
| Benkerjoch          | Argovie                                  | Jura              | Küttigen - Oberhof                                |                          | 674          |                | Route                                                                          |
| Belchen             | Bâle-Campagne                            | Jura              | Langenbruck - Eptingen                            |                          | 890          |                | Route de liaison locale 1. tunnel autoroutier (A2)                             |
| Bernina             | Grisons                                  | Alpes             | Samedan - Poschiavo                               | 1842 - 1865              | 2328         | 10 %           | Route principale H29                                                           |
| Bööler-Passhöchi    | Argovie                                  | Moyen-Pays        | Unterkulm - Schöftland                            |                          | 611          |                | Route de liaison régionale                                                     |
| Bözberg             | Argovie                                  | Jura              | Brugg - Frick                                     | 1779                     | 569          | 8 %            | Route principale H3 2. tunnel autoroutier (A3)                                 |
| Bretaye             | Vaud                                     | Préalpes          | Villars-sur-Ollon - La Forclaz                    |                          | 1805         |                | Route de liaison locale interdite à la circulation 2. ligne ferroviaire du BVB |
| Brünig              | Berne, Obwald                            | Alpes             | Meiringen - Giswil                                | 1861 - 1868              | 1008         | 10 %           | Route principale H4                                                            |
| Büchenegg           | Zurich                                   | Préalpes          | Langnau am Albis - Tägerst                        |                          | 786          | 10 %           | Route                                                                          |
| C                   |                                          |                   |                                                   |                          |              |                |                                                                                |
| Chalet-à-Gobet      | Vaud                                     | Plateau           | Épalinges - Montpreveyres                         |                          | 873          |                | Route principale H1                                                            |
| Challhöchi          | Bâle-Campagne, Soleure                   | Jura              | Eptingen - Ifenthal                               |                          | 848          |                | Route de liaison régionale                                                     |
| Challpass           | Bâle-Campagne, Soleure                   | Jura              | Metzerlen - Röschenz                              |                          | 747          |                | Route de liaison régionale                                                     |
| Champex             | Valais                                   | Alpes             | Les Valettes - Orsières                           |                          | 1498         | 13 %           | Route de liaison locale                                                        |
| Chasseral           | Berne                                    | Jura              | Nods - Saint-Imier                                |                          | 1502         | 11 %           | Route de liaison locale                                                        |
| Chatzenstrick       | Schwytz                                  | Préalpes          | Einsiedeln - Altmatt                              |                          | 1053         |                | Chemin carrossable                                                             |
| Chilchzimmersattel  | Bâle-Campagne                            | Jura              | Langenbruck - Eptingen                            |                          | 991          |                | Route de liaison locale                                                        |
| Croix               | Vaud                                     | Alpes             | Bex - Les Diablerets                              |                          | 1776         | 13 %           | Route de liaison locale                                                        |
| Croix               | Jura                                     | Jura              | Saint-Ursanne - Courgenay                         |                          | 789          | 9 %            | Route de liaison locale                                                        |
| E                   |                                          |                   |                                                   |                          |              |                |                                                                                |
| Étroits             | Vaud                                     | Jura              | Yverdon - Fleurier                                |                          | 1152         | 8 %            | Route de liaison régionale                                                     |
| Etzel               | Schwytz                                  | Préalpes          | Pfäffikon (Schwytz) - Einsiedeln                  |                          | 950          | 10 %           | Route de liaison locale                                                        |
| F                   |                                          |                   |                                                   |                          |              |                |                                                                                |
| Flüela              | Grisons                                  | Alpes             | Davos - Susch                                     | 1866 - 1867              | 2383         | 11 %           | Route principale H28                                                           |
| Forclaz             | Valais                                   | Alpes             | Martigny - Le Châtelard                           |                          | 1527         | 9 %            | Route principale                                                               |
| Furka               | Uri, Valais                              | Alpes             | Realp - Oberwald                                  | 1867                     | 2429         | 14 %           | Route principale H19                                                           |
| G                   |                                          |                   |                                                   |                          |              |                |                                                                                |
| Ghöch               | Zurich                                   | Préalpes          | Bäretswil - Gibswil                               |                          | 962          |                | Route de liaison locale                                                        |
| Givrine             | Vaud                                     | Jura              | Nyon – Morez, (France)                            |                          | 1229         | 8 %            | Route principale                                                               |
| Glaubenberg         | Lucerne, Obwald                          | Alpes             | Entlebuch - Sarnen                                |                          | 1543         | 13 %           | Route de liaison locale                                                        |
| Glaubenbühlen       | Lucerne, Obwald                          | Alpes             | Schüpfheim - Giswil                               |                          | 1611         | 12 %           | Route de liaison régionale                                                     |
| Gottschalkenberg    | Zoug                                     | Préalpes          | Menzingen - Raten                                 |                          | 1162         |                | Route                                                                          |
| Grand-Saint-Bernard | Valais, Vallée d'Aoste (Italie)          | Alpes             | Martigny - Aoste                                  | 1905                     | 2469         | 11 %           | Route principale H21 3. tunnel routier du Grand-Saint-Bernard (E27)            |
| Grimsel             | Berne, Valais                            | Alpes             | Innertkirchen - Gletsch                           | 1894                     | 2164         | 11 %           | Route principale H6                                                            |
| Grosse Scheidegg    | Berne                                    | Alpes             | Grindelwald - Meiringen                           | 1979                     | 1962         | 14 %           | Route de liaison locale (fermée au trafic privé motorisé)                      |
| Gurnigel            | Berne                                    | Préalpes          | Riggisberg - Zollhaus                             |                          | 1610         |                | Route de liaison régionale                                                     |
| H                   |                                          |                   |                                                   |                          |              |                |                                                                                |
| Oberer Hauenstein   | Soleure, Bâle-Campagne                   | Jura              | Balsthal - Waldenburg                             |                          | 730          | 6 %            | Route principale H12                                                           |
| Unterer Hauenstein  | Soleure Bâle-Campagne                    | Jura              | Olten - Sissach                                   |                          | 690          | 6 %            | Route principale H2                                                            |
| Heitersberg         | Argovie                                  | Plateau           | Oberrohrdorf - Spreitenbach                       |                          | 648          |                | Route de liaison locale (fermée au trafic motorisé)                            |
| Hirzel              | Zurich, Zoug                             | Préalpes          | Wädenswil - Sihlbrugg                             |                          | 672          |                | Route de liaison régionale                                                     |
| Hulftegg            | Zurich, Saint-Gall                       | Préalpes          | Steg - Mühlrüti                                   |                          | 953          | 10 %           | Route de liaison régionale                                                     |
| I                   |                                          |                   |                                                   |                          |              |                |                                                                                |
| Ibergeregg          | Schwytz                                  | Alpes             | Schwyz - Unteriberg                               |                          | 1406         | 14 %           | Route de liaison régionale                                                     |
| J                   |                                          |                   |                                                   |                          |              |                |                                                                                |
| Jaman               | Vaud                                     | Préalpes          | Montreux / Vevey - Montbovon                      |                          | 1511         |                | Route de liaison locale (chemin non carrossable sur le versant est)            |
| Jaun                | Fribourg, Berne                          | Préalpes          | Charmey - Reidenbach                              |                          | 1508         | 14 %           | Route de liaison régionale                                                     |
| Julier              | Grisons                                  | Alpes             | Tiefencastel - Silvaplana                         | 1820 - 1840              | 2284         | 13 %           | Route principale H3                                                            |
| K                   |                                          |                   |                                                   |                          |              |                |                                                                                |
| Kerenzerberg        | Glaris                                   | Alpes             | Mollis - Mühlehorn                                | 1848                     | 742          | 9 %            | Route principale H3 4. tunnel autoroutier (A3)                                 |
| Klausen             | Uri, Glaris                              | Alpes             | Altdorf - Linthal                                 | 1899                     | 1948         | 10 %           | Route principale H17                                                           |
| L                   |                                          |                   |                                                   |                          |              |                |                                                                                |
| Lenzerheide         | Grisons                                  | Alpes             | Coire - Tiefencastel                              |                          | 1549         | 11 %           | Route principale H3                                                            |
| Livigno             | Grisons, Lombardie (Italie)              | Alpes             | La Motta – Livigno (Italie, enclave « pratique ») |                          | 2314 ou 2315 | 12 %           | Route de liaison régionale (horaire réglementé)                                |
| Lukmanier           | Grisons, Tessin                          | Alpes             | Disentis - Biasca                                 | 1877                     | 1917         | 10 %           | Route principale                                                               |
| M                   |                                          |                   |                                                   |                          |              |                |                                                                                |
| Maloja              | Grisons, Lombardie (Italie)              | Alpes             | Silvaplana - Chiavenna (Italie)                   | 1828                     | 1815         | 9 %            | Route principale H3                                                            |
| Marchairuz          | Vaud                                     | Jura              | Bière - Le Brassus                                |                          | 1447         | 14 %           | Route de liaison régionale                                                     |
| Mollendruz          | Vaud                                     | Jura              | Cossonay - Le Pont                                |                          | 1180         | 14 %           | Route de liaison régionale                                                     |
| Mont Crosin         | Berne                                    | Jura              | Saint-Imier - Tramelan                            |                          | 1227         | 12 %           | Route de liaison régionale                                                     |
| Monte Ceneri        | Tessin                                   | Préalpes          | Cadenazzo - Lugano                                |                          | 556          |                | Route principale H2 (tunnel autoroutier A2)                                    |
| Mont d'Orzeires     | Vaud                                     | Jura              | Vallorbe - Le Pont                                |                          | 1061         |                | Route de liaison régionale                                                     |
| Moosalp             | Valais                                   | Alpes             | Stalden – Bürchen                                 |                          | 2047         |                | Route de liaison régionale                                                     |
| Morgins             | Valais                                   | Préalpes          | Monthey – Abondance                               |                          | 1374         | 14 %           | Route de liaison régionale                                                     |
| Mosses              | Vaud                                     | Préalpes          | Aigle - Château-d'Œx                              |                          | 1445         | 10 %           | Route principale H11                                                           |
| Mutschellen         | Argovie                                  | Plateau           | Bremgarten - Dietikon                             |                          | 551          |                | Route principale H1                                                            |
| N                   |                                          |                   |                                                   |                          |              |                |                                                                                |
| Alpe di Neggia      | Tessin                                   | Préalpes          | Indemini - Fosano                                 |                          | 1394         | 14 %           | Route de liaison locale                                                        |
| Nufenen             | Valais, Tessin                           | Alpes             | Ulrichen - Airolo                                 | 1965 - 1969              | 2478         | 10 %           | Route de liaison régionale                                                     |
| O                   |                                          |                   |                                                   |                          |              |                |                                                                                |
| Oberalp             | Grisons, Uri                             | Alpes             | Disentis - Andermatt                              | 1862 - 1863              | 2044         | 10 %           | Route principale H19                                                           |
| Oberricken          | Saint-Gall                               | Préalpes          | Sankt Gallenkappel - Ricken                       |                          | 906          |                | Route de liaison locale                                                        |
| Ofen                | Grisons                                  | Alpes             | Zernez - Sta. Maria                               | 1871                     | 2149         | 10 %           | Route principale H28                                                           |
| Orn                 | Zurich                                   | Préalpes          | Wernetshausen - Wald                              |                          | 925          |                | Route de liaison locale                                                        |
| P                   |                                          |                   |                                                   |                          |              |                |                                                                                |
| Passwang            | Soleure                                  | Jura              | Erschwil - Mümliswil                              | 1730                     | 943          | 11 %           | Route de liaison régionale                                                     |
| Pierre Pertuis      | Berne                                    | Jura              | Sonceboz - Tavannes                               |                          | 827          | 9 %            | Route principale H6 et H30                                                     |
| Pétra Félix         | Vaud                                     | Jura              | L'Abbaye - Mont-la-Ville                          |                          | 1146         | %              |                                                                                |
| Pierre du Moëllé    | Vaud                                     | Préalpes          | Le Sépey - Route des Agites                       |                          | 1661         | 16.5 %         | Route de liaison locale                                                        |
| Pillon              | Vaud, Berne                              | Alpes             | Le Sépey - Saanen                                 |                          | 1546         | 11 %           | Route de liaison régionale                                                     |
| Planches            | Valais                                   | Alpes             | Martigny - Sembrancher                            |                          | 1411         | 20 %           | Route de liaison locale                                                        |
| Pontins             | Neuchâtel, Berne                         | Jura              | Dombresson - Saint-Imier                          |                          | 1109         | 9 %            | Route de liaison régionale                                                     |
| Pragel              | Schwytz, Glaris                          | Alpes             | Hinterthal - Netstal                              | 1974 - 1976              | 1548         | 18 %           | Route de liaison régionale                                                     |
| R                   |                                          |                   |                                                   |                          |              |                |                                                                                |
| Rangiers            | Jura                                     | Jura              | Cornol - Develier                                 |                          | 856          | 14 %           | Route principale H6 8. tunnel autoroutier (A16)                                |
| Raten               | Zoug, Schwytz                            | Préalpes          | Oberägeri - Biberbrugg                            |                          | 1077         | 15 %           | Route de liaison locale                                                        |
| Rengg               | Lucerne                                  | Alpes             | Schachen - Entlebuch                              |                          | 960          |                | Route de liaison locale                                                        |
| Ricken              | Saint-Gall                               | Préalpes          | Eschenbach - Ricken                               |                          | 790          | 9 %            | Route principale                                                               |
| Roches              | Neuchâtel, Doubs (France)                | Jura              | Le Locle – Morteau (France)                       |                          | 920          | 7 %            | Route principale H20                                                           |
| Ruppen              | Appenzell Rhodes-Extérieures, Saint-Gall | Préalpes          | Trogen - Altstätten                               |                          | 1003         | 9 %            | Route de liaison locale                                                        |
| Rüsler              | Argovie                                  | Plateau           | Niederrohrdorf - Neuenhof                         |                          | 640          |                | Route                                                                          |
| S                   |                                          |                   |                                                   |                          |              |                |                                                                                |
| Saanenmöser         | Berne                                    | Alpes             | Zweisimmen - Saanen                               |                          | 1273         |                | Route principale H11                                                           |
| Saint-Gothard       | Uri, Tessin                              | Alpes             | Göschenen - Airolo                                | 1827 - 1830              | 2107         | 10 %           | Route principale H2 5. tunnel autoroutier (A2)                                 |
| Salhöhe             | Soleure, Argovie                         | Jura              | Kienberg - Erlinsbach                             |                          | 787          | 9 %            | Route de liaison régionale                                                     |
| San Bernardino      | Grisons, Tessin                          | Alpes             | Hinterrhein - San Bernardino                      | 1821 - 1823              | 2067         | 10 %           | Route principale H13 6. tunnel autoroutier (A13)                               |
| Santelhöchi         | Soleure                                  | Jura              | Egerkingen - Langenbruck                          |                          | 797          |                | Route de liaison locale                                                        |
| Sattel              | Schwytz                                  | Préalpes          | Pfäffikon - Seewen                                | 1860                     | 933          | 7 %            | Route principale H8                                                            |
| Sattelegg           | Schwytz                                  | Préalpes          | Willerzell - Siebnen                              |                          | 1190         | 14 %           | Route de liaison régionale                                                     |
| Schallenberg        | Berne                                    | Alpes             | Oberei - Schangnau                                |                          | 1167         | 10 %           | Route de liaison régionale                                                     |
| Schelten            | Berne, Soleure                           | Jura              | Delémont - Balsthal                               |                          | 1051         | 12 %           | Route de liaison régionale                                                     |
| Schufelberger Egg   | Zurich                                   | Préalpes          | Wernetshausen - Gibswil                           |                          | 990          |                | Route de liaison locale                                                        |
| Schwägalp           | Saint-Gall, Appenzell Rhodes-Extérieures | Alpes             | Neu St. Johann - Urnäsch                          |                          | 1278         | 12 %           | Route de liaison régionale                                                     |
| Schwarzenbühl       | Berne                                    | Préalpes          | Riffenmatt - Gurnigel                             |                          | 1547         |                | Route de liaison locale                                                        |
| Simplon             | Valais                                   | Alpes             | Brigue – Domodossola, (Italie)                    | 1800 - 1805              | 2006         | 10 %           | Route principale H9                                                            |
| Splügen             | Grisons, Lombardie (Italie)              | Alpes             | Splügen - Chiavenna (Italie)                      | 1821 - 1823              | 2114 ou 2115 | 13 %           | Route de liaison régionale                                                     |
| Sankt Anton         | Appenzell Rhodes-Intérieures             | Préalpes          | Altstätten - Oberegg                              |                          | 1107         |                | Route de liaison locale                                                        |
| Saint-Luzisteig     | Grisons                                  | Alpes             | Maienfeld - Balzers (Liechtenstein)               |                          | 713          | 11 %           | Route de liaison régionale                                                     |
| Staffelegg          | Argovie                                  | Jura              | Frick - Aarau                                     |                          | 621          | 10 %           | Route principale H24                                                           |
| Stoss               | Appenzell Rhodes-Intérieures             | Préalpes          | Appenzell - Altstätten                            |                          | 971          |                | Route principale                                                               |
| Susten              | Berne, Uri                               | Alpes             | Innertkirchen - Wassen                            | 1938 - 1945              | 2259         | 9 %            | Route principale H11                                                           |
| T                   |                                          |                   |                                                   |                          |              |                |                                                                                |
| Tourne              | Neuchâtel                                | Jura              | Peseux - Le Locle                                 |                          | 1170         | 10 %           | Route de liaison régionale                                                     |
| U                   |                                          |                   |                                                   |                          |              |                |                                                                                |
| Umbrail             | Grisons, Lombardie (Italie)              | Alpes             | Santa Maria - route du col du Stelvio (Italie)    | 1901                     | 2501 ou 2503 | 12 %           | Route de liaison régionale                                                     |
| V                   |                                          |                   |                                                   |                          |              |                |                                                                                |
| Vue des Alpes       | Neuchâtel                                | Jura              | Neuchâtel - La Chaux-de-Fonds                     |                          | 1283         | 10 %           | Route principale H20 7. tunnel autoroutier J20                                 |
| W                   |                                          |                   |                                                   |                          |              |                |                                                                                |
| Wasserfluh          | Saint-Gall                               | Préalpes          | Lichtensteig - St. Peterzell                      |                          | 843          | 10 %           | Route principale H8                                                            |
| Weissenstein        | Soleure                                  | Jura              | Oberdorf - Gänsbrunnen                            |                          | 1284         | 20 %           | Route de liaison locale                                                        |
| Wildhaus            | Saint-Gall                               | Alpes             | Wattwil - Buchs                                   |                          | 1090         | 15 %           | Route principale                                                               |
| Wolfgang            | Grisons                                  | Alpes             | Klosters - Davos                                  |                          | 1632         | 11 %           | Route principale H28                                                           |
| Z                   |                                          |                   |                                                   |                          |              |                |                                                                                |
| Zugerberg           | Zoug                                     | Préalpes          | Zoug - Unterägeri                                 |                          | 1039         |                | Route de liaison locale                                                        |

### Cartes des cols routiers

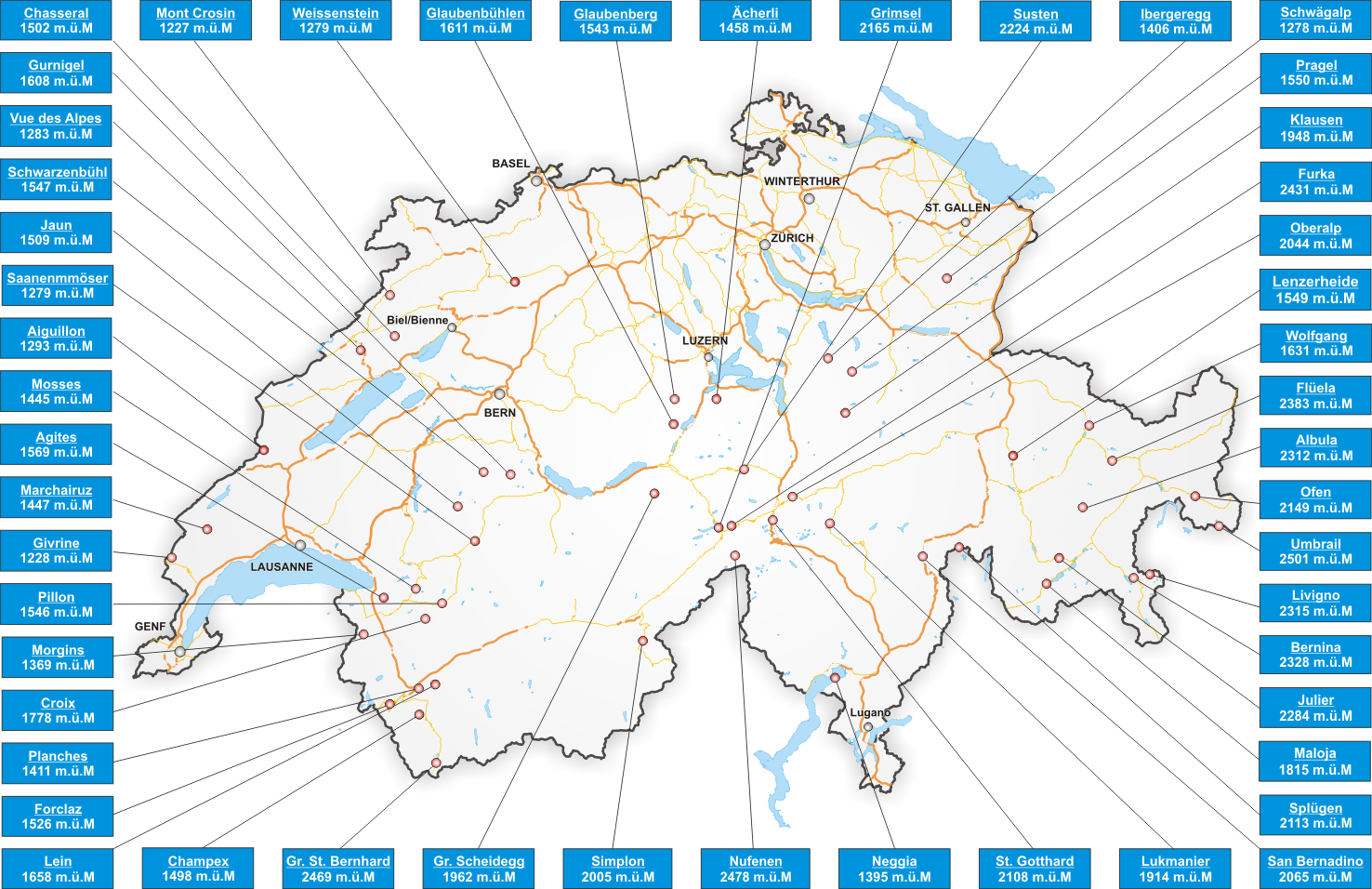
Cols suisses de plus de 1 200 m d'altitude.
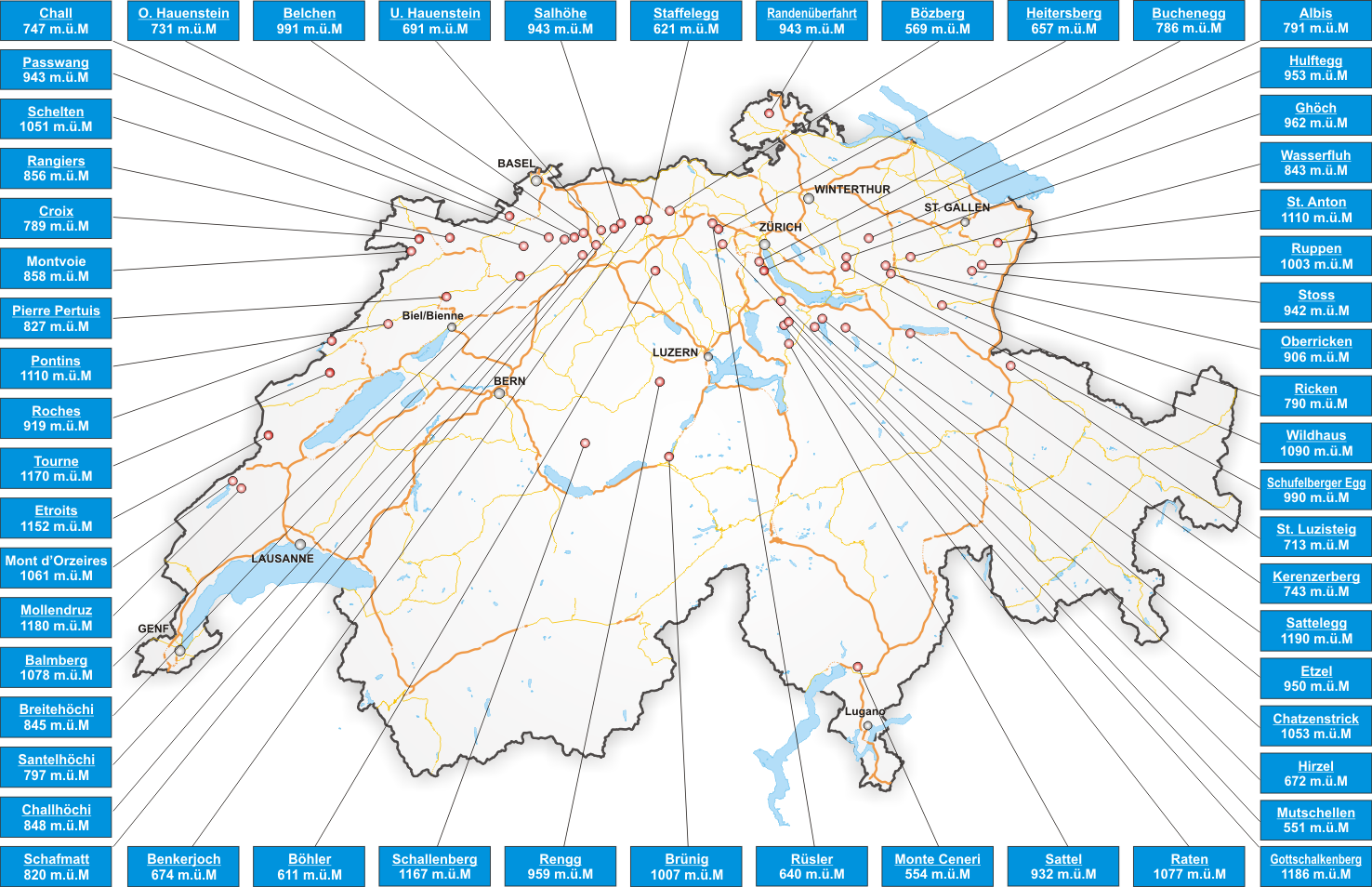
Cols suisses de moins de 1 200 m d'altitude.

## Cols pédestres

### Liste alphabétique des cols pédestres
| A · B · C · D · E · F · G · H · I · J · K · L · M · N · O · P · Q · R · S · T · U · V · W · X · Y · Z |

| Nom              | Cantons / Pays                       | De - À                                             | Altitude     |
| ---------------- | ------------------------------------ | -------------------------------------------------- | ------------ |
| A                |                                      |                                                    |              |
| Albrun           | Valais, Piémont (Italie)             | Binn - Devero, (Italie)                            | 2409         |
| Antrona          | Valais, Piémont (Italie)             | Saas Almagell - Antronapiana                       | 2838         |
| Arflina Furka    | Grisons                              | Sankt Peter - Fideris                              | 2247         |
| Augstbord        | Valais                               | Gruben - Saint-Nicolas                             | 2894         |
| B                |                                      |                                                    |              |
| Balme            | Valais, Haute-Savoie (France)        | Trient - Le Tour, (France)                         | 2190 ou 2191 |
| Barna            | Grisons, Lombardie (Italie)          | Cebia – Campodolcino, (Italie)                     | 2548         |
| Bertol           | Valais                               | Arolla - Zermatt                                   | 3264         |
| Bonderkrinde     | Berne                                | Adelboden - Kandersteg                             | 2385         |
| C                |                                      |                                                    |              |
| Cavegna          | Tessin                               | Vergeletto - Cimalmotto                            | 1978         |
| Chaschauna       | Grisons, Lombardie (Italie)          | S-chanf - Livigno (Italie, enclave « pratique »    | 2694         |
| Chaude           | Vaud                                 | Villeneuve - Lac de l'Hongrin                      | 1621         |
| Cheville         | Vaud, Valais                         | Anzeindaz - Derborance                             | 2038         |
| Chräzeren        | Saint-Gall                           | Schiltmoos - Horn                                  | 1269         |
| Cœur             | Valais                               | Mayens-de-Riddes - Verbier                         | 2174         |
| Cou              | Valais                               | Mase - Mayens de Réchy                             | 2528 ou 2529 |
| Coux             | Valais, Haute-Savoie (France)        | Champéry, (France) - Le Charny                     | 1921         |
| Costainas        | Grisons                              | S-Charl – Lü                                       | 2251         |
| Cristallina      | Tessin                               | San Carlo - Ossasco                                | 2568         |
| Cruschetta       | Grisons, Trentin-Haut-Adige (Italie) | S-Charl – Taufers im Münstertal-Tubre, (Italie)    | 2296         |
| Cuolmen d'Fenga  | Grisons                              | Heidelberger H. – Griosch                          | 2608         |
| D                |                                      |                                                    |              |
| Diesrut          | Grisons                              | Run - Puzatsch                                     | 2428         |
| Drusator         | Grisons – Vorarlberg, (Autriche)     | Sankt Antönien - Latschau, (Autriche)              | 2342         |
| Ducanfurka       | Grisons                              | Stugl – Sertig-Dörfli                              | 2666         |
| Durand           | Valais, Vallée d'Aoste (Italie)      | Lac de Mauvoisin - Vaud, (Italie)                  | 2797 ou 2803 |
| Duranna          | Grisons                              | Strassberg (de) – Conters                          | 2117         |
| E                |                                      |                                                    |              |
| Encel            | Valais                               | Champéry - Cab. de Susanfe                         | 1788         |
| Euschel          | Fribourgl                            | Lac Noir - Jaun                                    | 1567         |
| Essets           | Vaud                                 | Les Plans – Cab. d'Anzeindaz                       | 2029         |
| F                |                                      |                                                    |              |
| Fellilücke       | Uri                                  | Gurtnellen – Oberalp                               | 2478         |
| Ferret (Petit)   | Valais, Vallée d'Aoste (Italie)      | Val Ferret – Lavanchey, (Italie)                   | 2486 ou 2510 |
| Ferret (Grand)   | Valais, Vallée d'Aoste (Italie)      | Val Ferret – Lavanchey, (Italie)                   | 2536 ou 2537 |
| Foo              | Saint-Gall, Glaris                   | Weisstannen - Elm                                  | 2223         |
| Forcellina       | Grisons                              | Juf – Septimer                                     | 2672         |
| Forcletta        | Valais                               | Ayer – Gruben                                      | 2874         |
| Fórcola          | Grisons, Lombardie (Italie)          | Soazza – Menarola, (Italie)                        | 2226         |
| Fuorcla Surlej   | Grisons                              | Pontresina - Sils-Maria                            | 2755         |
| Futschöl         | Grisons, Vorarlberg, (Autriche)      | Ardez – Galtür, (Autriche)                         | 2768         |
| G                |                                      |                                                    |              |
| Geiss            | Valais, Piémont (Italie)             | Binn - A. Dévero, (Italie)                         | 2474         |
| Gemmi            | Valais, Berne                        | Loèche-les-Bains - Kandersteg                      | 2268         |
| Giumella         | Grisons, Tessin                      | Rossa - Fontana (Biasca)                           | 2117         |
| Glas             | Grisons                              | Safien - Tschappina                                | 1846         |
| Greina           | Tessin, Grisons                      | Daigra - Run                                       | 2357         |
| Gries            | Valais, Piémont (Italie)             | Col du Nufenen - Riale, (Italie)                   | 2452         |
| Grünenberg       | Berne                                | Habkern - Schangnau                                | 1553         |
| Guriner Furgge   | Tessin, Piémont (Italie)             | Bosco/Gurin – Rivasco, (Italie)                    | 2323         |
| H                |                                      |                                                    |              |
| Hilferen         | Lucerne                              | Wiggen - Flühli                                    | 1291         |
| Hohtürli         | Berne                                | Kandersteg - Griesalp                              | 2778         |
| J                |                                      |                                                    |              |
| Jable            | Vaud, Berne                          | L'Étivaz - Grund                                   |              |
| Joch             | Nidwald, Berne                       | Trübsee – Engstlenalp                              | 2207         |
| Juchli           | Obwald, Nidwald                      | Melchtal – Engelberg                               | 2171         |
| K                |                                      |                                                    |              |
| Katzenstrick     | Schwytz                              | Einsiedeln – Altmatt                               |              |
| Kinzig           | Uri, Schwytz                         | Bürglen - Hinterthal                               | 2073         |
| Kisten           | Glaris, Grisons                      | Linthal - Breil/Brigels                            | 2638         |
| Kleine Furka     | Grisons, Vorarlberg, (Autriche)      | Seewis im Prättigau – Nenzinger Himmel, (Autriche) | 2243         |
| Kleine Scheidegg | Berne                                | Grindelwald - Lauterbrunnen                        | 2061         |
| Krüzli           | Uri, Grisons                         | Amsteg – Sedrun                                    | 2347         |
| Kunkels          | Grisons, Saint-Gall                  | Tamins - Vättis                                    | 1357         |
| L                |                                      |                                                    |              |
| Lein             | Valais                               | Saxon - Vollèges                                   | 1686         |
| Lona             | Valais                               | Eison - Grimentz                                   | 2787         |
| Lötschepass      | Valais, Berne                        | Goppenstein - Kandersteg                           | 2677         |
| Lunghin          | Grisons                              | Sils – Septimer                                    | 2644         |
| M                |                                      |                                                    |              |
| Martinets        | Vaud                                 | Bex - Morcles                                      | 2610         |
| Meid             | Valais                               | Saint-Luc - Gruben                                 | 2790         |
| Meina            | Valais                               | Plalong - Evolène                                  | 2702         |
| Monscera         | Valais, Piémont (Italie)             | Zwischbergen - Graniga, (Italie)                   | 2103         |
| Monte Moro       | Valais, Piémont (Italie)             | Saas Almagell - Macugnaga, (Italie)                | 2852 ou 2868 |
| Muretto          | Grisons, Lombardie (Italie)          | Maloja - Chiesa in Valmalenco, (Italie)            | 2562         |
| N                |                                      |                                                    |              |
| Naret            | Tessin                               | Ossasco - Fusio                                    | 2438         |
| Niemet           | Grisons, Lombardie (Italie)          | Innerferrera – Pianazzo, (Italie)                  | 2295         |
| O                |                                      |                                                    |              |
| Ottern           | Berne                                | Schwenden - Achseten                               | 2278         |
| P                |                                      |                                                    |              |
| Panixer          | Glaris, Grisons                      | Elm - Pigniu                                       | 2403         |
| Passit           | Grisons                              | San Bernardino - Rossa                             | 2082         |
| Pontimia         | Piémont (Italie)                     | Zwischbergen - Bognanco, (Italie)                  | 2378         |
| R                |                                      |                                                    |              |
| Rawil            | Valais, Berne                        | Praz Combeira - Lenk                               | 2429         |
| Redorta          | Tessin                               | Lavizzara - Sonogno                                | 2181         |
| Resti            | Valais                               | Loèche - Kippel                                    |              |
| Richetli         | Glaris                               | Linthal - Elm                                      |              |
| Riedmatten       | Valais                               | Pralong - Arolla                                   | 2919         |
| Riseten          | Saint-Gall, Glaris                   | Weisstannen - Matt                                 | 2189         |
| S                |                                      |                                                    |              |
| San Giácomo      | Tessin, Piémont (Italie)             | Ronco - Riale, (Italie)                            | 2306 ou 2309 |
| San Jorio        | Tessin, Lombardie (Italie)           | Carena – Garzeno, (Italie)                         |              |
| Safierberg       | Grisons                              | Splügen – Safien                                   | 2486         |
| Saflisch         | Valais                               | Rosswald - Binn                                    | 2566         |
| Sanetsch         | Valais, Berne                        | Sion - Gsteig                                      | 2253         |
| Sattel           | Lucerne, Obwald                      | Flühli - Grossteil                                 | 1586         |
| Scaletta         | Grisons                              | Davos – Col de Sertig                              | 2606         |
| Schlappiner Joch | Grisons, Vorarlberg, (Autriche)      | Klosters - St. Gallenkirch, (Autriche)             | 2201 ou 2203 |
| Schonegg         | Nidwald, Uri                         | Oberrickenbach - St. Jakob                         | 1924         |
| Schmorass        | Grisons                              | Andeer - Savognin                                  | 2564         |
| Schweizertor     | Grisons – Vorarlberg, (Autriche)     | Schiers - Vandans, (Autriche)                      | 2139         |
| Segnes           | Glaris, Grisons                      | Elm - Flims                                        | 2627         |
| Septimer         | Grisons                              | Casáccia - Bivio                                   | 2310         |
| Sertig           | Grisons                              | Sertig - Chants                                    | 2739         |
| Stallerberg      | Grisons                              | Juf - Bivio                                        | 2579         |
| Strela           | Grisons                              | Langwies - Davos                                   | 2350         |
| Surenen          | Obwald, Uri                          | Engelberg - Attinghausen                           | 2292         |
| Susanfe          | Valais                               | Salvan - Cab. de Susanfe                           | 2494         |
| T                |                                      |                                                    |              |
| Theodul          | Valais, Vallée d'Aoste (Italie)      | Zermatt – Breuil-Cervinia, (Italie)                | 3296         |
| Tomül            | Grisons                              | Vals - Thalkirch                                   | 2412         |
| Torrent          | Valais                               | Villa - Grimentz                                   | 2916         |
| Trescolmen       | Grisons                              | Vaz/Obervaz - Mesocco                              | 2161         |
| Trüttlisberg     | Berne                                | Lauenen - Lenk                                     | 2038         |
| Z                |                                      |                                                    |              |
| Zeblasjoch       | Grisons, Vorarlberg, (Autriche)      | Samnaun - Ischgl, (Autriche)                       | 2539         |

### Carte des cols pédestres

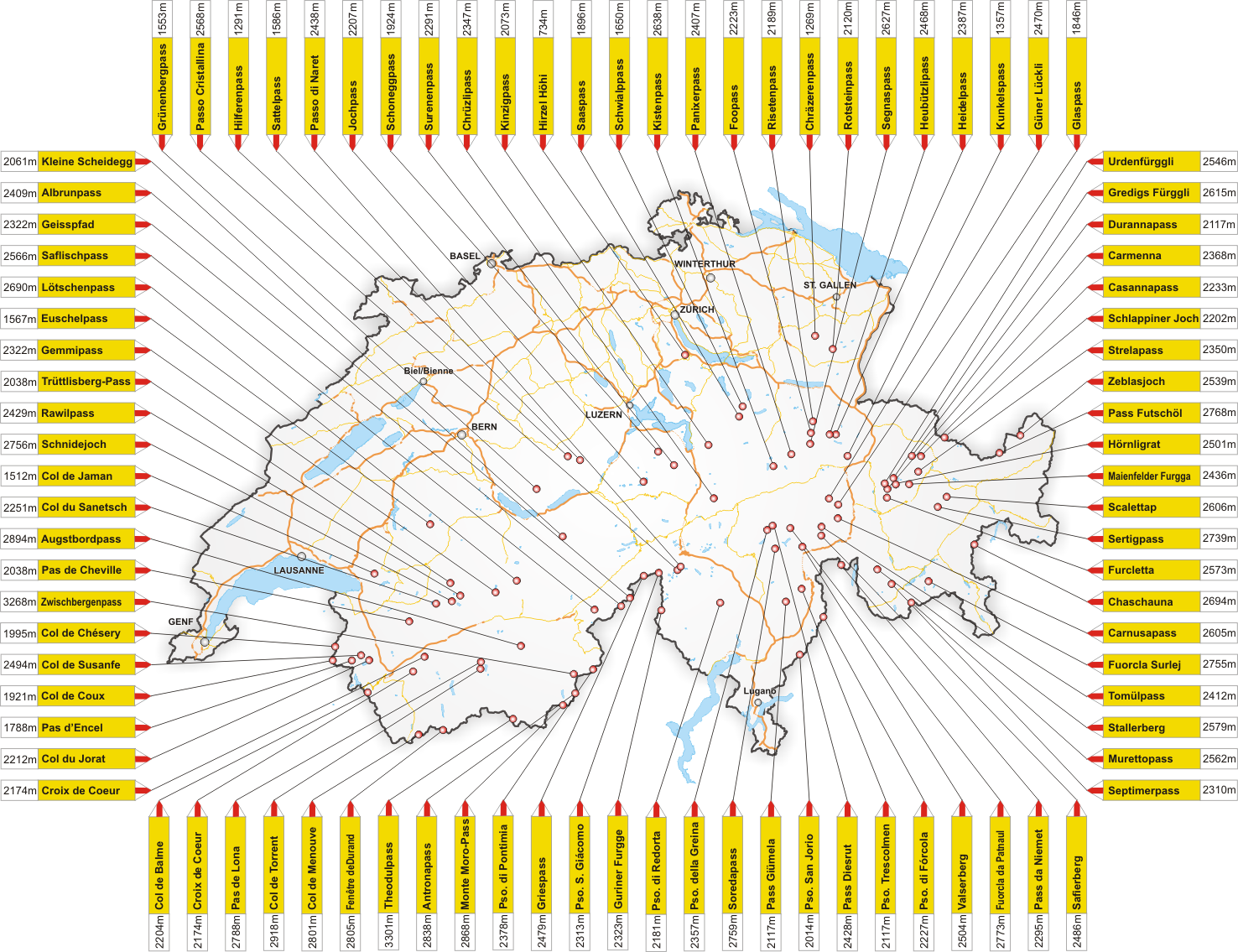
Cols pédestres.